# Mączniak rzekomy cebuli

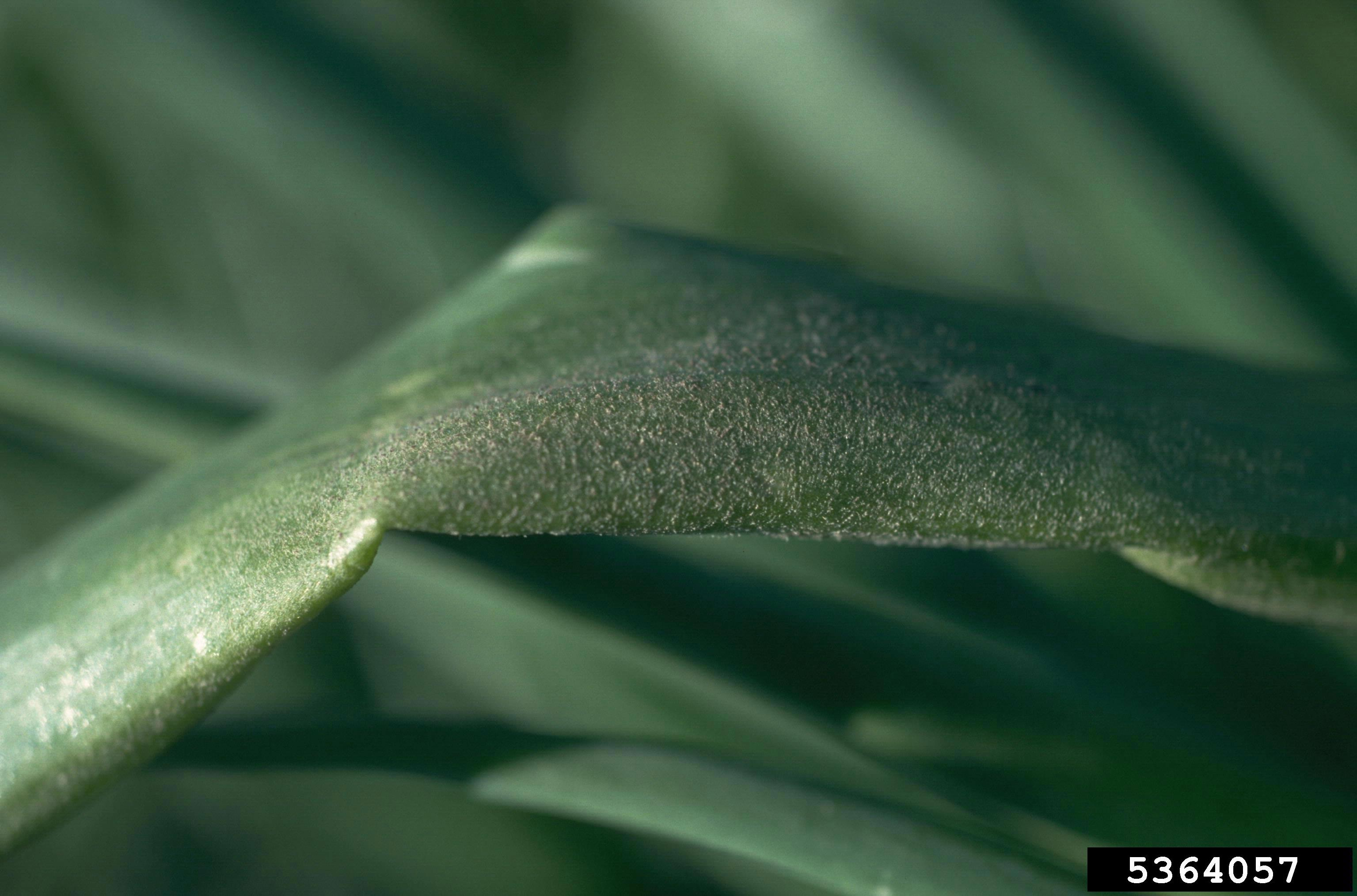
Początkowa faza rozwoju choroby na liściu cebuli

Mączniak rzekomy cebuli (ang.  downy mildew of onion) – choroba cebuli wywoływana przez organizm grzybopodobny – Peronospora destructor.

## Występowanie i szkodliwość
Peronospora destructor występuje na całym świecie. Wywołany przez niego mączniak rzekomy uważany jest za najgroźniejszą chorobę cebuli. Występuje głównie na cebuli zwyczajnej, ale sporadycznie spotykany jest także na szczypiorku i czosnku alaskańskim (szalotce). Największe szkody wyrządza w uprawie cebuli nasiennej, gdzie straty plonu mogą dochodzić do 50%.

## Epidemiologia
Pierwotnym źródłem choroby są porażone cebulki (tzw. dymka) pochodzące z plantacji nasiennych. W Polsce nie występuje zimowanie oospor w obumarłych fragmentach roślin. Wytwarzane przez patogen zarodniki rozprzestrzeniają się w ciągu dnia i na zainfekowanych roślinach od razu kiełkują w strzępkę rostkową. Do ich kiełkowania niezbędne jest zwilżenie liści przez 6–12 godzin. Patogen najlepiej rozwija się w temperaturze 10–22 °C przy wilgotności powietrza większej od 95%. Rozwojowi choroby sprzyjają także naprzemiennie występujące okresy deszczowej i bezdeszczowej pogody. Oospory w glebie mogą zachować żywotność przez co najmniej cztery lata, W Polsce jednak nie stwierdzono ich zimowania.

## Ochrona
Bardzo ważną rolę odgrywa izolacja przestrzenna plantacji nasiennych cebuli od plantacji, na której uprawia się cebulę z dymki. Na plantacjach nasiennych należy usuwać wszystkie porażone rośliny. Przy uprawie z siewu konieczne jest stosowanie intensywnej ochrony chemicznej. Opryskiwanie zwykle zaczyna się w drugiej połowie maja i powtarza co 10–14 dni. Początkowo stosuje się fungicydy systemiczne (wnikające do tkanek rośliny), zawierające takie substancje jak: metalaksyl, benalaksyl, cymoksanil, propanokarb, dimetomorf, w mieszaninie z fungicydami nie wnikającymi do tkanek roślin; mankozeb, metiram, chlorotalonil, fluazynam. W późniejszej fazie stosuje się fungicydy nie wnikające do tkanek rośliny. Aby dokładnie określić czas pierwszego opryskiwania, należy określić ilość zarodników sporangialnych. Stosuje się do tego celu aparat do ich wychwytywania i immuunofluorescencyjną reakcję do ich identyfikacji z wykorzystaniem monoklonalnych przeciwciał. Gdy nie ma możliwości takiego rozpoznania, należy pierwsze opryskiwanie wykonać w momencie pojawienia się pierwszych objawów choroby.